# Желдаков, Григорий Олегович
Григо́рий Оле́гович Желдако́в (род. 11 февраля 1992, Москва) — российский хоккеист, защитник. Является воспитанником московской хоккейной школы Русь. Серебряный призёр молодёжного чемпионата мира 2012 года. В настоящее время является игроком хоккейного клуба «Шахтёр» из Солигорска, выступающего в белорусской экстралиге.

## Карьера
Был защищён на драфте КХЛ московским «Спартаком», в составе которого начал выступать в 2008 году, за молодёжную команду, в первой лиге чемпионата России — региона «Центр».
С образованием Молодёжной хоккейной лиги, в сезоне 2009/2010, был заявлен за команду МХК «Спартак», где плотно закрепился. Появился в основном составе, в матче Континентальной хоккейной лиги, один раз, в игре против московского «Динамо», 29 сентября 2009 года.
Карьера Григория стремительно начала развиваться с сезона 2010/2011. На предсезонных сборах он проявил себя с лучшей стороны. Удачно отыграл в товарищеских матчах и Кубке Мэра Москвы. Хотя «Спартак» и выступил неудовлетворительно, особенно в защитной линии, Желдакова включили в основной состав на сезон. Дебютировал в основном составе, в новом сезоне КХЛ, 22 ноября 2010 года, в домашнем матче против череповецкой «Северстали», после чего окончательно закрепился в основной команде. 5 октября 2012 года, в домашнем матче сезона 2012/2013, против череповецкой «Северстали», Григорий забил свою дебютную шайбу в КХЛ.

## Статистика
| Легенда | Легенда                    | Легенда | Легенда                   | Легенда | Легенда    |
| ------- | -------------------------- | ------- | ------------------------- | ------- | ---------- |
| И       | Количество проведённых игр | Штр     | Штрафное время            | +/−     | Плюс-минус |
| Г       | Голы                       | П       | Голевые передачи          | О       | Очки       |
| -       | Статистика неизвестна      | —       | Статистика не учитывалась |         |            |

### Клубная карьера
Последнее обновление: 18 января 2017 года
- a В «Плей-офф» учитывается статистика игрока в Кубке Надежды.

## Достижения

### Командные
Юниорская карьера
| Год  | Команда     | Достижение            | Достижение |
| ---- | ----------- | --------------------- | ---------- |
| 2013 | МХК Спартак | Серебряный призёр МХЛ |            |

Международные
| Год  | Команда       | Достижение                                    | Достижение |
| ---- | ------------- | --------------------------------------------- | ---------- |
| 2012 | Россия (мол.) | Серебряный призёр молодёжного чемпионата мира |            |